# Urinezuur
Urinezuur wordt bij dieren gevormd tijdens de afbraak van purine, een stof waarvan de moleculen een van de bouwstenen vormen voor de vorming van nucleotiden, op hun beurt de bouwstenen van de nucleïnezuren in de celkernen: het DNA. Purines belanden in de bloedsomloop door de spijsvertering van ingenomen voeding ('vreemd DNA') en door de afbraak van lichaamseigen cellen ('lichaamseigen DNA'). Urinezuur is slecht oplosbaar in water, waardoor de uitscheiding via de urine moeizaam verloopt. Vrijwel alle zoogdieren kunnen urinezuur afbreken tot allantoïne en koolstofdioxide met behulp van het enzym uricase. Bij mensapen en de mens is dat vermogen door een genmutatie echter verloren gegaan, waardoor zij gevoelig zijn geworden voor jicht.
Het witte gedeelte van de ontlasting van vogels en reptielen bestaat uit vrijwel zuiver urinezuur. Zij kunnen namelijk hun andere stikstofafvalproducten actief in urinezuur omzetten en dit lozen, vrijwel zonder waterverlies. Bij zoogdieren vervult ureum deze functie, maar daarbij wordt veel meer water geloosd.

## Bij de mens
Urinezuur heeft vermoedelijk een gunstige invloed op het immuunsysteem en fungeert tevens als antioxidant in bloedplasma. Urinezuur vangt vrije radicalen weg en remt oxidatieve beschadiging van LDL-cholesterol. Een te hoge serumurinezuurspiegel (hyperurikemie) is echter niet wenselijk, omdat de oplosbaarheid van urinezuur in het geding komt en natriumuraat-kristallen kunnen ontstaan.

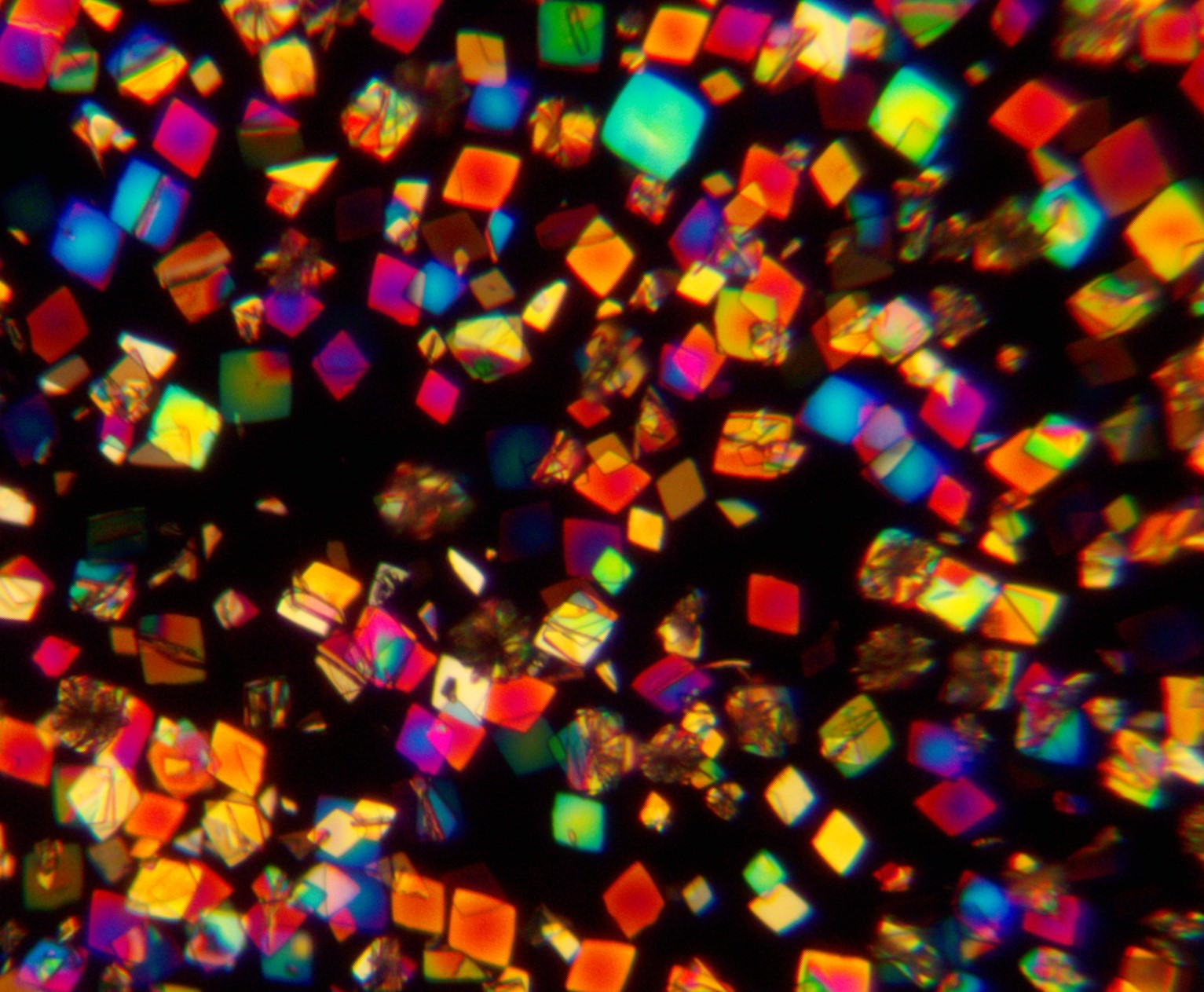
Urinezuur kristallen in urine. (polarisatiemicroscoop)

Als er te veel urinezuur wordt geproduceerd, of als het urinezuur onvoldoende wordt uitgescheiden, kan het zich ophopen in het lichaam. Dat kan leiden tot vorming van kristallen in de gewrichten. Hierdoor kunnen gewrichten ontsteken; er is dan sprake van jicht. Patiënten met deze aandoening hebben last van pijnlijke gewrichten, meestal in de grote teen. Urinezuur kan ook aanleiding geven tot de vorming van nierstenen. Overproductie van urinezuur komt voor bij bepaalde ziekten, waarbij sterke weefselafbraak optreedt, zoals bloedkanker en ernstige bloedarmoede en ook na snelle weefselafbraak, bijvoorbeeld bij bestraling van kwaadaardige aandoeningen. De hoeveelheid uitgescheiden urinezuur kan dienen als maat voor de afbraak. Een verhoogde concentratie urinezuur wordt ook gevonden bij patiënten met slecht werkende nieren en mensen met bepaalde erfelijke stofwisselingsaandoeningen (Lesch-Nyhansyndroom).
Lage concentraties urinezuur worden veel minder vaak gezien en geven zelden aanleiding tot zorg. Het kan samenhangen met bepaalde lever- of nierziekten, blootstelling aan toxische stoffen en, zeer zelden, met een erfelijke stofwisselingsziekte. Lage waarden van urinezuur in het bloed worden ook geassocieerd met multiple sclerose.
Volwassen mannen hebben een iets hoger urinezuurgehalte in het bloed dan volwassen vrouwen.

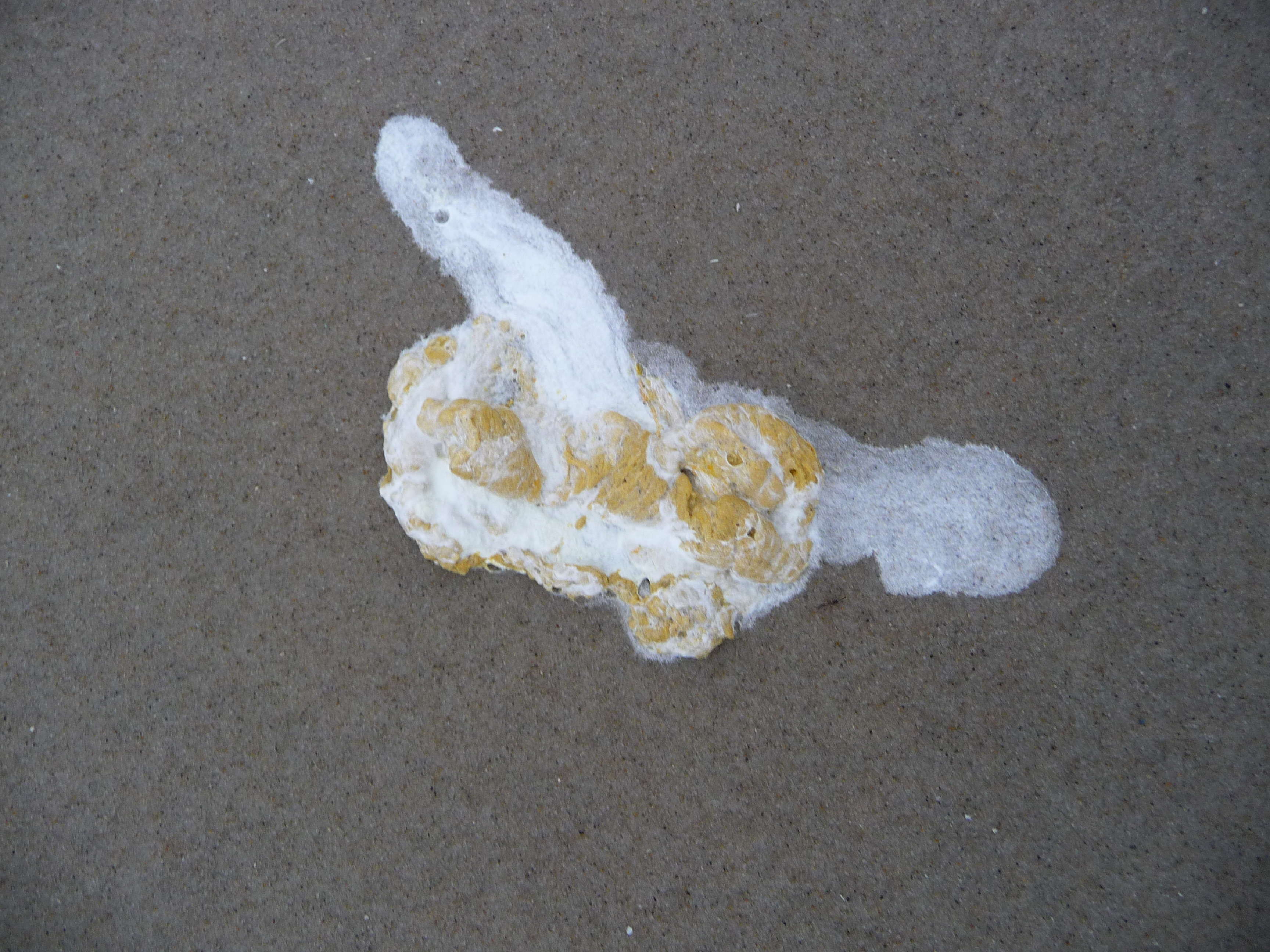
Ontlasting van een meeuw. Het witte gedeelte bestaat uit urinezuur